# I Hate Everything About You
«I Hate Everything About You» (англ. Я ненавиджу все, що пов'язано із тобою) — дебютний сингл канадського рок-гурту Three Days Grace та перший сингл із їх дебютного студійного альбому — Three Days Grace. В США пісня вийшла 14 липня 2003.

## Список пісень
Автор музики і слів Three Days Grace та Gavin Brown. 
| Промо-сингл для США | Промо-сингл для США             | Промо-сингл для США |
| #                   | Назва                           | Тривалість          |
| ------------------- | ------------------------------- | ------------------- |
| 1.                  | «(I Hate) Everything About You» | 3:52                |

| Акустичний сингл | Акустичний сингл                                   | Акустичний сингл |
| #                | Назва                                              | Тривалість       |
| ---------------- | -------------------------------------------------- | ---------------- |
| 1.               | «(I Hate) Everything About You» (акустична версія) | 3:42             |

| CD-сингл та міні-альбом для iTunes | CD-сингл та міні-альбом для iTunes | CD-сингл та міні-альбом для iTunes |
| #                                  | Назва                              | Тривалість                         |
| ---------------------------------- | ---------------------------------- | ---------------------------------- |
| 1.                                 | «I Hate Everything About You»      | 3:52                               |
| 2.                                 | «Burn»                             | 4:27                               |
| 3.                                 | «Are You Ready»                    | 2:46                               |

| "I Hate Everything About You" / "Burn" – сингли для iTunes | "I Hate Everything About You" / "Burn" – сингли для iTunes | "I Hate Everything About You" / "Burn" – сингли для iTunes |
| #                                                          | Назва                                                      | Тривалість                                                 |
| ---------------------------------------------------------- | ---------------------------------------------------------- | ---------------------------------------------------------- |
| 1.                                                         | «I Hate Everything About You»                              | 3:51                                                       |
| 2.                                                         | «Burn»                                                     | 4:27                                                       |

## Чарти
| Чарт (2003)                               | Місце |
| ----------------------------------------- | ----- |
| Australian Singles Chart                  | 22    |
| Netherlands Single Top 100                | 84    |
| U.S. Billboard Hot 100                    | 55    |
| U.S. Billboard Mainstream Top 40          | 28    |
| U.S. Billboard Hot Mainstream Rock Tracks | 4     |
| U.S. Billboard Alternative Songs          | 2     |

## Продажі
| Регіон     | Сертифікація (таблиця продажів та сертифікатів) |
| ---------- | ----------------------------------------------- |
| США (RIAA) | 2× Платина (+2,000 000 копій)                   |

## Історія релізів
| Країна          | Дата            | Формат               | Версія   | Лейбл |
| --------------- | --------------- | -------------------- | -------- | ----- |
| США             | 14 липня 2003   | Mainstream radio     | головна  | Jive  |
| Канада          | 22 вересня 2003 | Цифрове завантаження | акустика | Zomba |
| США             | 22 вересня 2003 | Цифрове завантаження | акустика | Zomba |
| Австралія       | 22 вересня 2003 | Цифрове завантаження | акустика | Zomba |
| Німеччина       | 22 вересня 2003 | Цифрове завантаження | акустика | Zomba |
| Велика Британія | 22 вересня 2003 | Цифрове завантаження | акустика | Zomba |
| Австралія       | 19 березня 2004 | Цифрове завантаження | головна  | Zomba |
| Велика Британія | 19 березня 2004 | Цифрове завантаження | головна  | Zomba |
| Німеччина       | 19 березня 2004 | Цифрове завантаження | головна  | Zomba |
| Австралія       | 22 березня 2004 | CD-сингл             | головна  | Jive  |
| Австралія       | 17 січня 2005   | Цифрове завантаження | головна  | Zomba |
| Німеччина       | 17 січня 2005   | Цифрове завантаження | головна  | Zomba |
| Велика Британія | 17 січня 2005   | Цифрове завантаження | головна  | Zomba |